# Boscarla de les Marqueses meridionals
La boscarla de les Marqueses meridionals (Acrocephalus mendanae) és una espècie d'ocell de la família dels acrocefàlids (Acrocephalidae) que habita garrigues, i boscos de les illes Marqueses meridionals.